# Michael Bernadotte
Michael Alexander Sigvard Bernadotte, greve af Wisborg (født 21. august 1944 i København) en dansk-tysk arkitekt, der er sønnesøn af kong Gustav 6. Adolf af Sverige, fætter til kong Carl 16. Gustav af Sverige samt til dronningerne Margrethe 2. af Danmark og Anne-Marie af Grækenland.

## Forældre
Michael Bernadotte er søn af den svenske formgiver, prins og senere greve Sigvard Bernadotte, (Sigvard var bror til dronning Ingrid af Danmark), og den danske Sonja Helene Christensen Robbert (1909 – 2004). (Sonja Robbert var datter af grosserer, skibsreder Robert Alexander Robbert (opr. Christensen) (16-08-1873 - 13-10-1954) og hustru Ebba Elisabeth Suenson (18-06-1886 - 16-08-1972). Sonja Robbert var søster til Helge Robbert (1919 - 2020), der var filmproducent, instruktør og direktør.)

## Arkitekt
I de første 30 år sit liv boede Michael Bernadotte i København. Han blev uddannet på Det Kongelige Danske Kunstakademi, og derefter virkede han arkitekt i Danmark i nogle år. 
I 1970'erne flyttede Michael Bernadotte til Tyskland, hvor han arbejder som  arkitekt og formgiver.

## Familie
I 1976 giftede Michael Bernadotte sig med den tyskfødte Christine Wellhöfer (født 26. april 1947 i Esslingen). Parret bor udenfor Stuttgart, og de er forældre til Kajsa Bernadotte, grevinde af Wisborg (borgerligt navn: Kajsa Mikaela Sofia Bernadotte) (født 2. oktober 1980).

## Titler
- 1944 – 1951: hr. Michael Bernadotte
- 1951 – nu: Michael Bernadotte, greve af Wisborg (tilhører den ikke-introducerede svenske adel)